# Leucaspius delineatus
Leucaspius delineatus, conosciuto comunemente come alborella fasciata, è un pesce appartenente alla famiglia Cyprinidae, unico rappresentante del genere Leucaspius.

## Distribuzione e habitat
Questa specie è diffusa nell'Europa centrale ed orientale fino agli Urali ed al Caucaso ad est ed al fiume Reno ad ovest. È naturalmente assente dalla Francia (eccetto una stretta fascia ad est), dalle Isole Britanniche, dalla Penisola Iberica, dall'Italia e dai Balcani meridionali. È stata introdotta, attraverso l'uso come esca viva, in Finlandia, Francia, Belgio, Inghilterra ed altri paesi europei ed extraeuropei.

Vive nei laghi, negli stagni e nella parte finale dei fiumi con acque calde e molto lente.

## Descrizione
Abbastanza simile all'alborella ma più slanciato. La bocca è nettamente rivolta verso l'alto, la mandibola è sporgente e l'occhio è grande. Il peduncolo caudale è molto sottile e la pinna caudale molto grande e vistosamente forcuta. La pinna dorsale è posta piuttosto indietro, appena più avanti della pinna anale, che è ampia e concava. Le squame sono molto grandi.

La livrea è grigio scura o bruna sul dorso e digradante verso il bianco argenteo del ventre ma in alcuni esemplari questi colori possono tendere decisamente al giallastro ed al bruno. Lungo i fianchi è presente una fascia più scura, di solito appena visibile.

Raggiunge una lunghezza massima di 10 cm.

## Etologia
Gregario, forma fitti banchi che stanno in superficie quando fa caldo e sempre più in profondità man mano che la temperatura si abbassa.

## Riproduzione

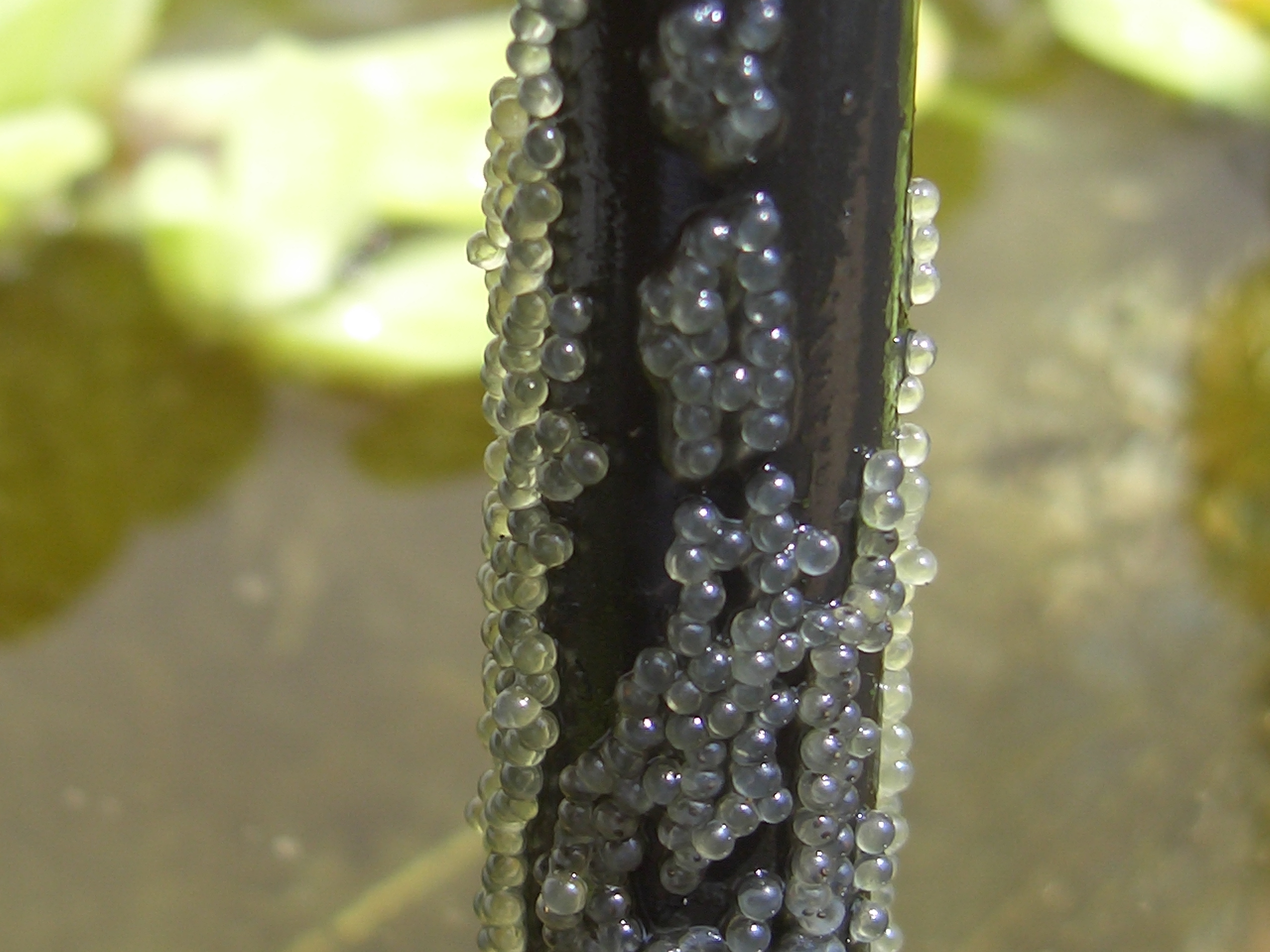
Uova adese ad una pianta acquatica

Avviene in primavera-estate, le uova vengono deposte su una pianta acquatica e, caso raro tra i ciprinidi, vengono sorvegliate ed ossigenate dal maschio.

## Alimentazione
Si nutre sia di plancton che di insetti caduti nell'acqua.

## Predatori
È un tipico "pesce-foraggio" ed è preda di tutti i pesci predatori presenti negli ambienti dove vive.

## Pesca
Può essere catturato in ingenti quantitativi con reti e lenze. In molti paesi viene utilizzata solo come esca viva mentre in altri (soprattutto nell'Europa orientale ed in Russia) è apprezzata come cibo e conservata in scatola. È anche oggetto di allevamento industriale.